# Crisis de rehenes en Sídney de 2014
La crisis de rehenes en Sídney tuvo lugar desde la mañana del 15 de diciembre hasta la madrugada del 16 de diciembre de 2014 en Martin Place, en el centro de la ciudad de Sídney (Australia). 17 personas fueron tomadas como rehenes en una cafetería y chocolatería local por Man Haron Monis, un clérigo musulmán radical. Once personas lograron escapar, seis de ellas luego de una acción policial con explosivos, disparos y destellos de luz en la madrugada del 16 de diciembre. En la irrupción policial fallecieron Haron, por disparos de la policía, y dos de los rehenes. Otros tres rehenes y un policía resultaron heridos.
Al principio se creyó que se trataba de un ataque islamista porque tres rehenes fueron vistos contra las ventanas sosteniendo la shahāda o profesión de fe islámica en una bandera negra, que rezaba la leyenda en árabe لا إله إلا الله محمد رسول الله (‘El único Dios es Alá y Mahoma es el mensajero de Dios’). El motivo del ataque no fue determinado, aunque luego el primer ministro australiano, Tony Abbott, declaró que el atacante podría tener motivaciones políticas.

## Desarrollo

### Toma de rehenes

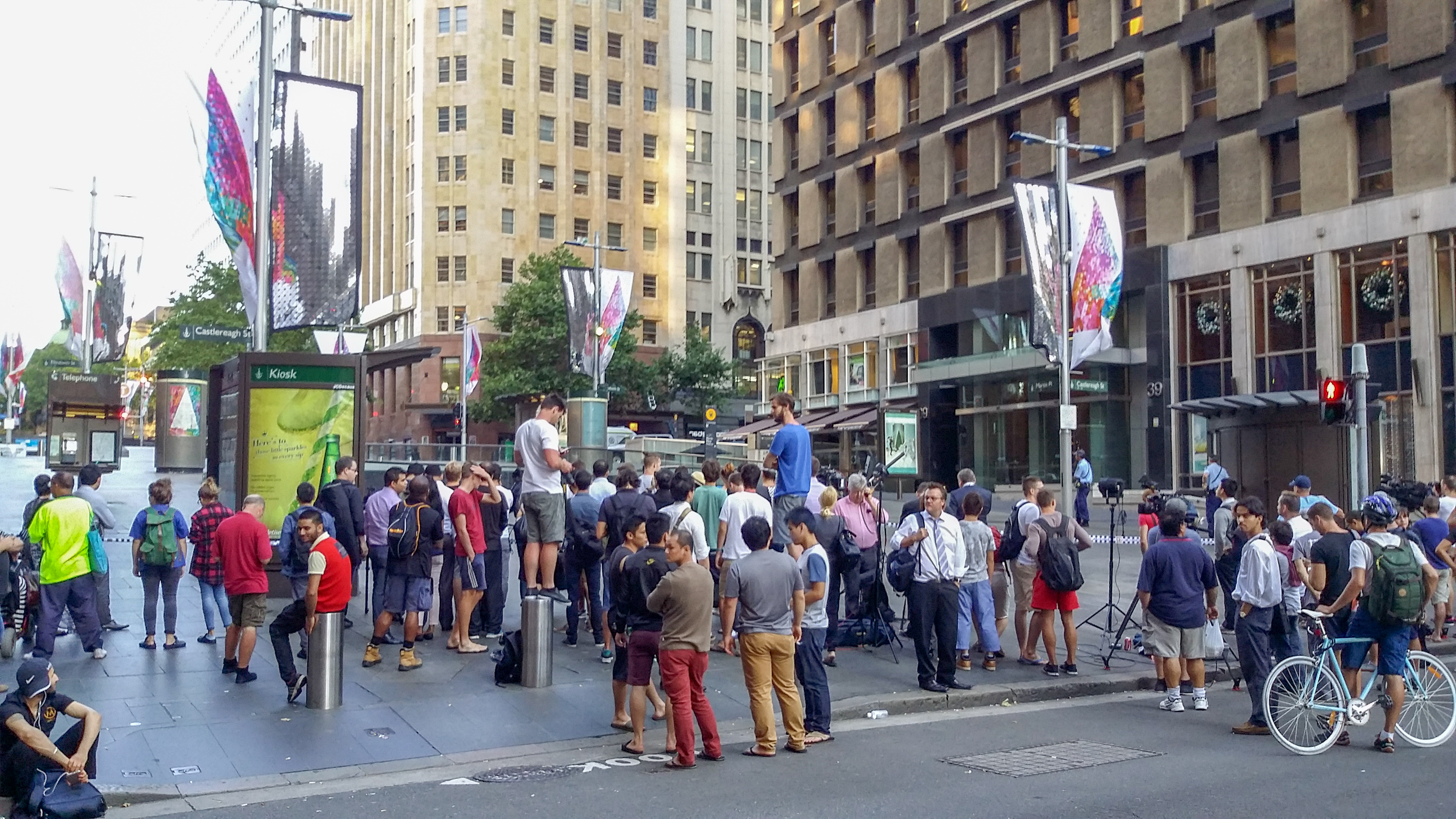
Personas en Martin Place cerca de la cafetería del ataque durante el desarrollo de la toma de rehenes.

La bandera de la yihad con la shahāda o profesión de fe islámica fue portada por los rehenes en la ventana del café.

La crisis de rehenes comenzó en el Lindt Chocolat Café, ubicado en el número 53 de la calle peatonal Martin Place, en el distrito financiero de Sídney, alrededor de las 9:44 a. m. (hora local, UTC+11; 22:44 UTC del 14 de diciembre) cuando algunos rehenes fueron vistos siendo alineados contra las ventanas y poniendo sus manos sobre los paneles de vidrio, mientras que tres de ellos sostenían una bandera negra islámica (shahāda). Otro grupo de rehenes se colocó detrás del mostrador de la cafetería. Uno de los rehenes, según los informes, estaba siendo utilizado como escudo humano por el perpetrador. El atacante fue descrito como barbudo, vestido con una camisa blanca y un pañuelo negro en la cabeza, y armado con una escopeta. Antes del ataque, las puertas automáticas corredizas fueron desactivadas.
El director general de Lindt & Sprüngli, la compañía propietaria de la Lindt Chocolat Café, señaló que diez de sus empleados estaban dentro de la tienda en el momento del asedio. Al principio se estimó que unas 50 personas fueron tomadas como rehenes en el lugar. Luego la policía informó que se trató de un grupo menor a 30 personas. Finalmente se trató de 17 personas.
Según un locutor de la radio 2GB Ray Hadley, el atacante exigió hablar con el primer ministro en directo por radio. Hubo también supuestos informes sobre que el pistolero declaró que había cuatro «dispositivos» ubicados en distintos puntos de la ciudad. Dos mujeres rehenes se pusieron en contacto con los medios de comunicación y retransmitieron las demandas del pistolero, pero la policía de Nueva Gales del Sur pidió que las demandas no fueran publicadas.
Entre esas demandas se encontraba una comunicación con el primer ministro australiano y una bandera del grupo terrorista Estado Islámico.
La cadena de televisión australiana 7news indicó que los atacantes eran dos y que llevaban mochilas y aparentemente «cinturones de explosivos». La policía no confirmó la información. Debido a la shahada que apareció en la confitería, en un principio se vinculó el ataque con terroristas de Estado Islámico. Otros medios relacionaron la bandera con el Frente Al Nusra. Aún no se sabe si la bandera pertenecía a una organización. Cabe recordar que Australia formaba parte de la coalición militar que llevaba a cabo la guerra contra Estado Islámico.
A través de rueda de prensa, el comisionado de la Policía de Nueva Gales del Sur, Andrew Scipione, afirmó que se desconocía el número exacto de rehenes y que los agentes no establecieron contacto directo con el terrorista. En cuanto a la bandera puesta en la ventana de la cafetería, Scipione afirmó que «se está trabajando» para determinar a qué organización pertenece.
Las personas que se ubicaban en los pisos superiores del edificio de la cafetería fueron evacuadas por escaleras con ayuda policial desde que comenzó el incidente hasta el mediodía (hora local).

### Sucesos posteriores

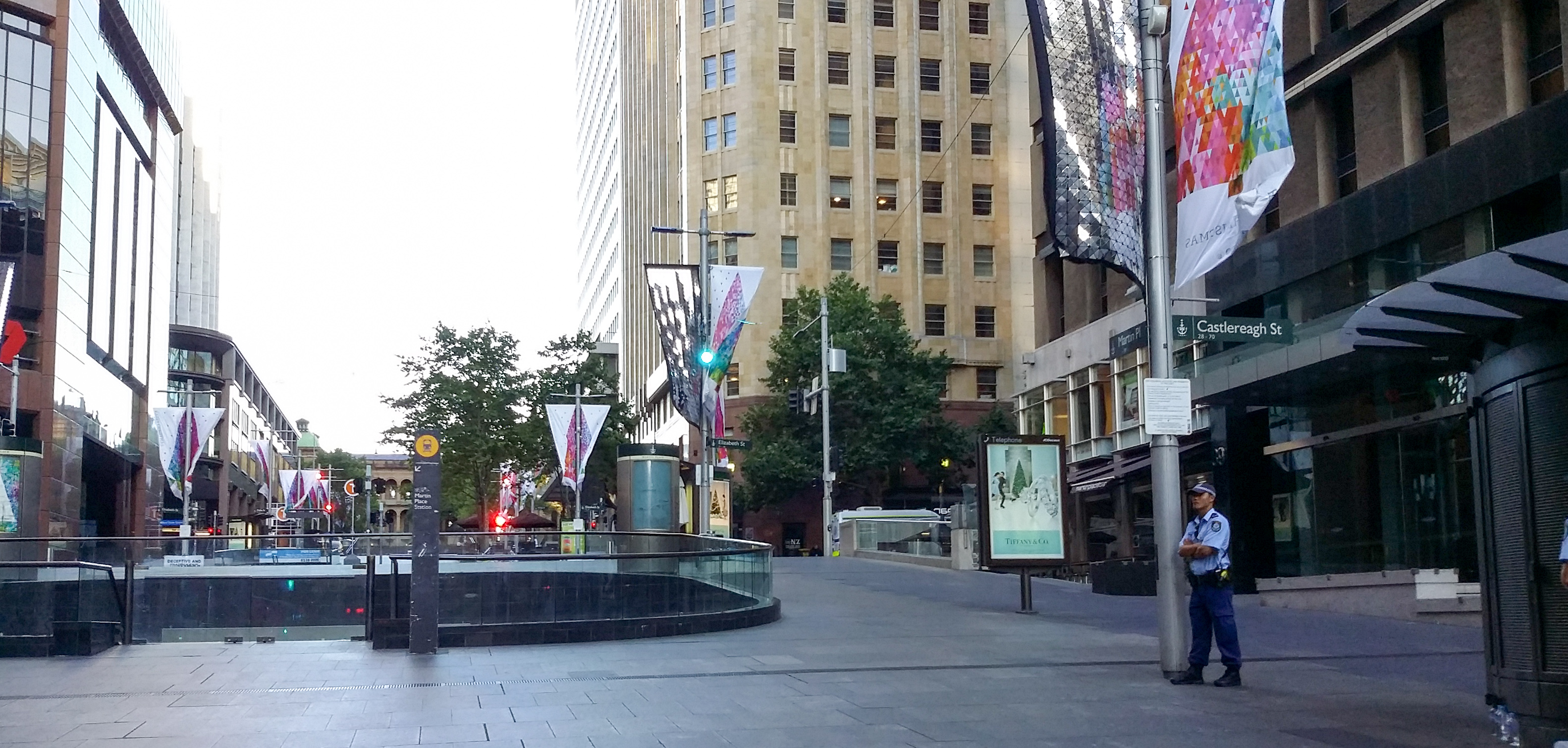
Un policía bloqueando Martin Place cerca de la cafetería atacada.

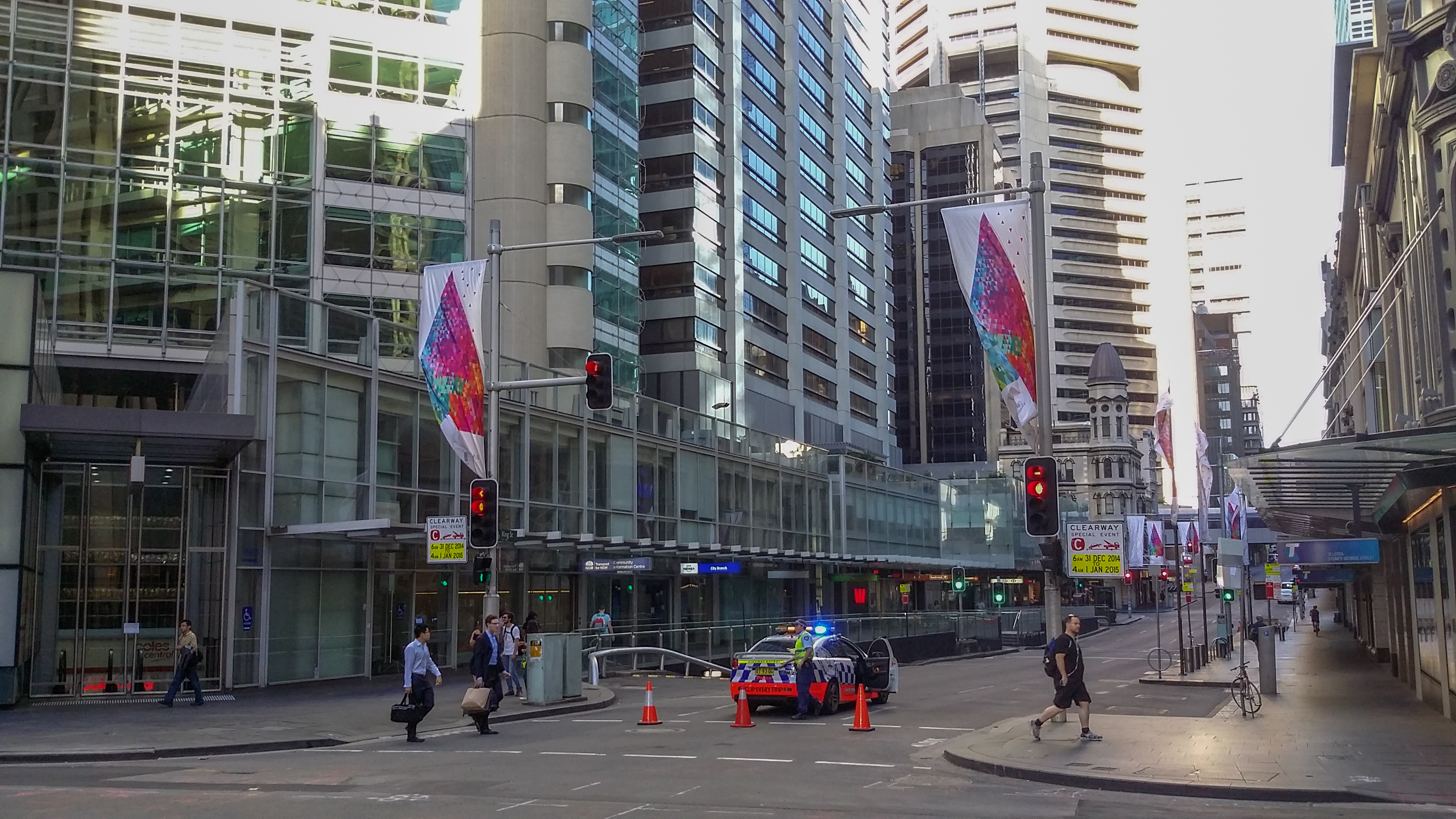
Calles del distrito financiero de Sídney cerradas por la policía.

La Ópera de Sídney fue evacuada, luego de hallarse un paquete sospechoso. El consulado de los Estados Unidos ubicado en Martin Place fue evacuado y los ciudadanos estadounidenses recibieron la advertencia de permanecer en «alerta máxima». Diversos bancos del distrito financiero de la ciudad fueron cerrados. Otros edificios emblemáticos como la Galería de Arte de Nueva Gales del Sur, el Parlamento de Nueva Gales del Sur, la biblioteca estatal, la corte suprema estatal, y diversos edificios administrativos también fueron evacuados. Las escuelas de la ciudad fueron «bloqueadas», es decir, que nadie puede salir de los establecimientos educativos.
Qantas desvió sus aviones lejos del centro de Sídney, aunque se informó que el tráfico aéreo en Australia no se vería afectado por el estado de sitio. La estación ferroviaria subterránea de la calle Martin Place fue cerrada temporalmente. La línea continuaba operando, pero los trenes no se detenían en la estación. Funcionarios de la policía local aconsejaron a los habitantes del sector céntrico de la ciudad permanecer en sus hogares y lejos de las ventanas. También se produjeron diversos cortes de tráfico en el distrito financiero, siendo este desvíado por varias calles, puentes y túneles.
Al mismo tiempo, un hombre fue arrestado cerca de Martin Place, por sospechas de portar un arma de fuego. Sin embargo, funcionarios de la Policía de Nueva Gales del Sur afirmaron que la detención no estaba relacionada con la crisis de los rehenes.
The Morning Show, programa de Seven Network que estaba siendo grabado en directo desde el edificio frente a la confitería atacada, continuó transmitiendo imágenes en directo desde las ventanas de su estudio, antes de que todo el personal se viera obligado a evacuar el edificio.

### Escape de rehenes, negociaciones e irrupción policial

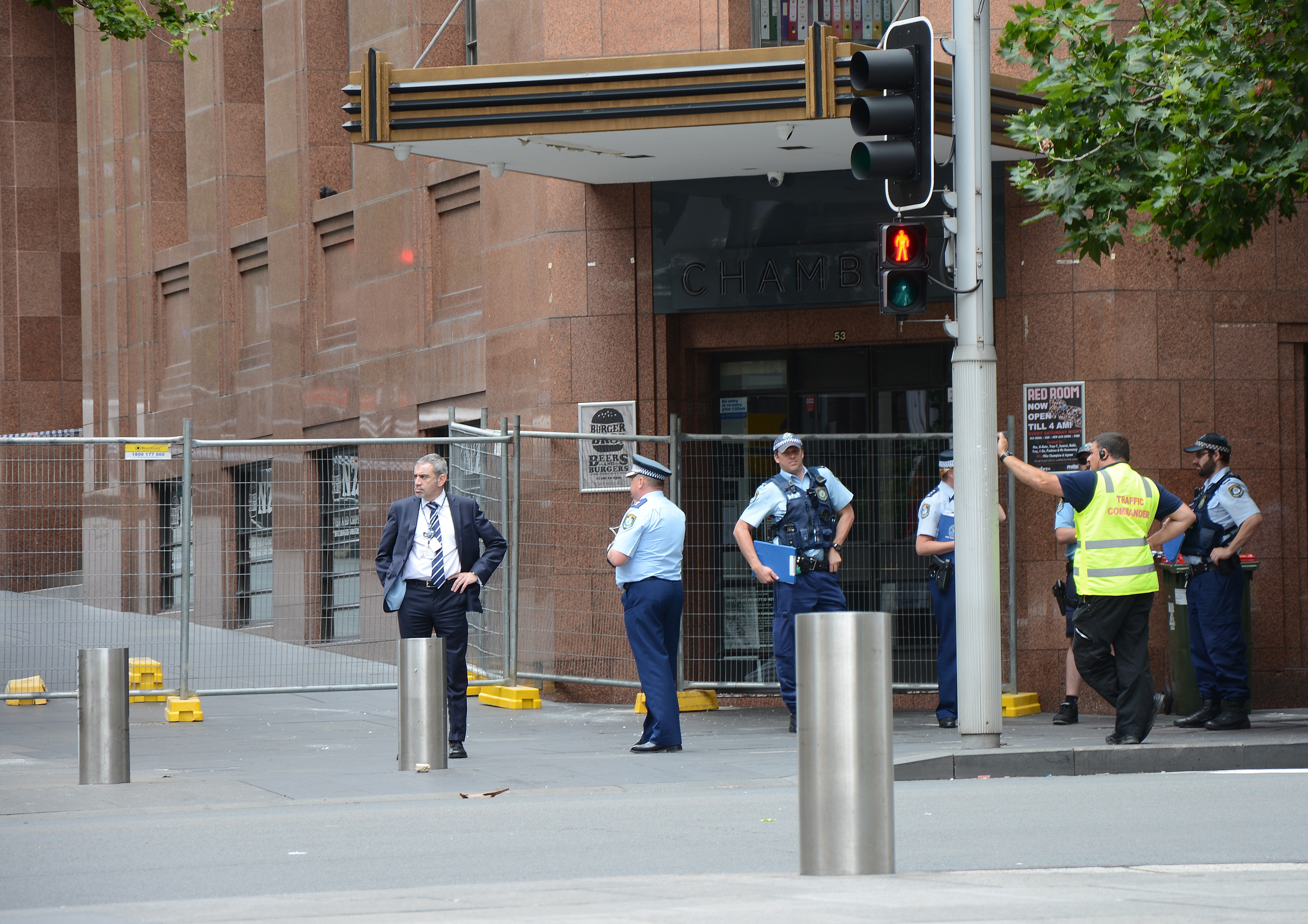
Policías cerrando Martin Place (a pocos metros de la cafetería) el 16 de diciembre, horas después del ataque.

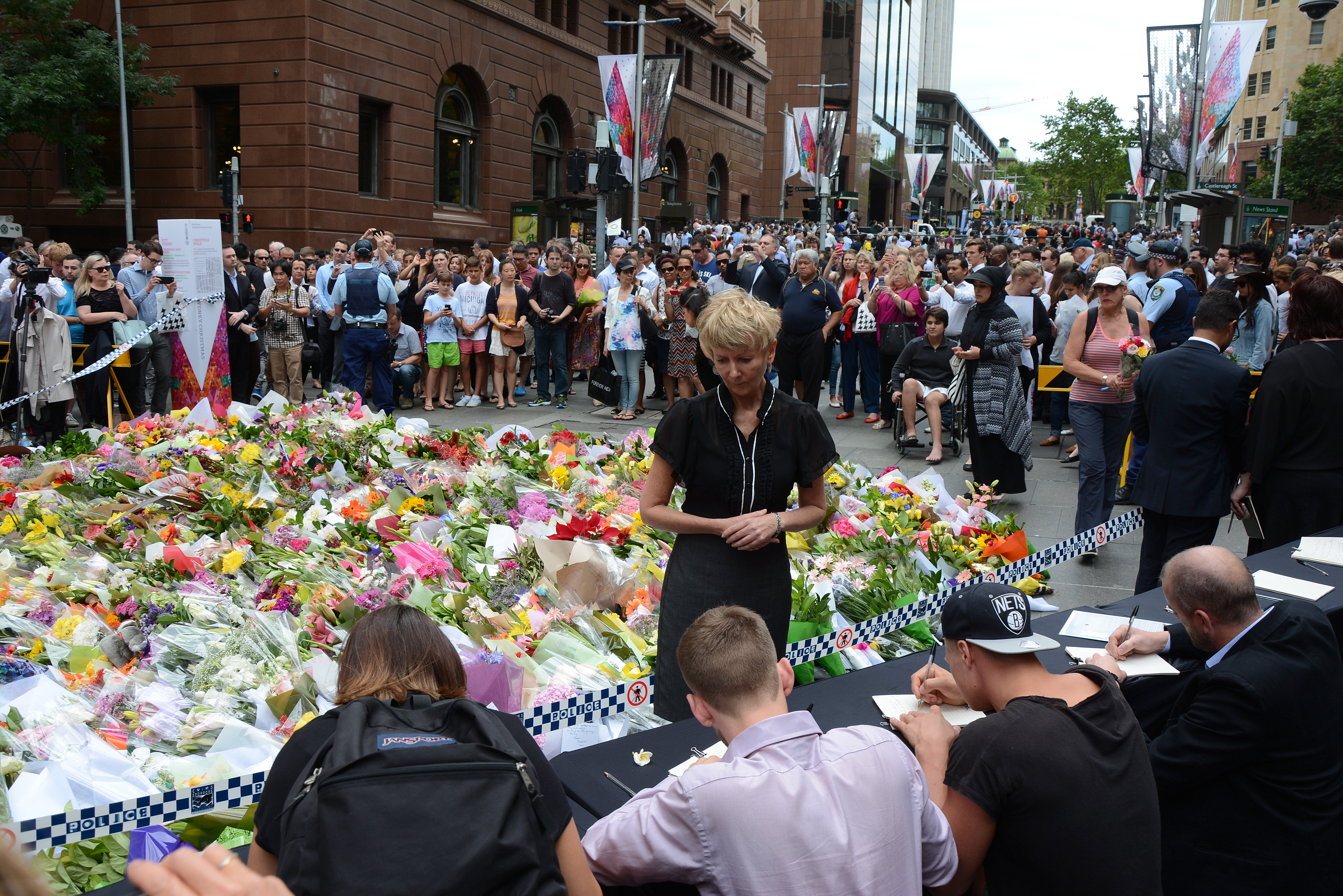
Los habitantes de Sídney se acercaron al centro para dejar flores en honor de los dos rehenes fallecidos.

Alrededor de las 15:37, la comisionada adjunta de la policía de Sídney confirmó que dos rehenes salieron de la entrada principal del edificio, seguidos por un tercer rehén que salió corriendo de una salida de incendios en un lado del local. Las tres personas no fueron liberadas, sino que escaparon. Los rehenes escapados confirmaron que fueron secuestradas alrededor de 15 personas. Aproximadamente a las 16:58, dos mujeres (empleadas del local) corrieron desde la entrada del edificio y fueron recibidas por la policía. Uno de los rehenes escapados, un hombre, fue hospitalizado por una condición preexistente y estaba en un estado satisfactorio.
La comisionada informó que la policía estableció contacto con el atacante para iniciar las negociaciones, ocho horas después del inicio de la toma de rehenes. La policía estatal también activó al grupo de trabajo antiterrorista. La policía de Nueva Gales del Sur estaba tratando el caso como un ataque terrorista.
A las 2:08 a. m del 16 de diciembre, tras 16 horas desde el inicio de la toma, un grupo de cinco rehenes salió corriendo del edificio, seguido de otro rehén. A las 2:14 la policía, fuertemente armada, irrumpió en el café con explosiones ruidosas y destellos de luz desde una puerta lateral, después de que otros rehenes fueron rescatados del edificio. Junto a las explosiones se reportaron disparos. Los rehenes salieron corriendo con las manos en alto, mientras que los paramédicos ingresaron a la cafetería para asistir a los heridos. La escena fue televisada. Un portavoz de la policía estatal confirmó que el «operativo había concluido». La policía declaró el estado de sitio, que representa un concepto equivalente al de estado de guerra, y por ello se dan a las fuerzas armadas facultades preponderantes para los actos de represión, en el área durante un corto tiempo después.
Fueron liberados dos grupos de rehenes, uno de ellos antes de la redada y otro después. Los primeros reportes tras la incursión policial hablaron sobre tres heridos de gravedad y dos muertos, entre ellos el atacante. Más tarde, mediante un comunicado, la policía confirmó que Monis falleció. Un robot para desactivar bombas ingresó al local momentos después. Los rehenes asesinados fueron un hombre de 34 años de edad, Tori Johnson, el gerente de la cafetería, y una mujer de 38 años de edad, llamada Katrina Dawson. Johnson murió a consecuencia de una herida de bala causada al tratar de quitarle el arma a Haron. Dawson murió de un infarto de camino al hospital. Uno de los rehenes heridos, una mujer de unos cuarenta años, sufrió una herida de bala en la pierna y fue tratada en el Royal North Shore Hospital. La policía de Nueva Gales del Sur emitió un comunicado pasadas las 11 horas de la mañana (hora local) sobre el estado de las víctimas lesionadas. Todos se encontraban estables, y una sola persona había sido dada de alta del hospital.
La mañana del 16 de diciembre, multitudes se reunieron en Martin Place para depositar flores en honor a los dos rehenes fallecidos, montando un memorial improvisado. El primer ministro australiano y el de Nueva Gales del Sur fueron algunas de las personalidades que también se acercaron al sitio. Las banderas en todos los edificios gubernamentales del estado, incluyendo el Puente de la bahía de Sídney, ondearon a media asta en honor a los dos rehenes fallecidos.

## Identificación del atacante

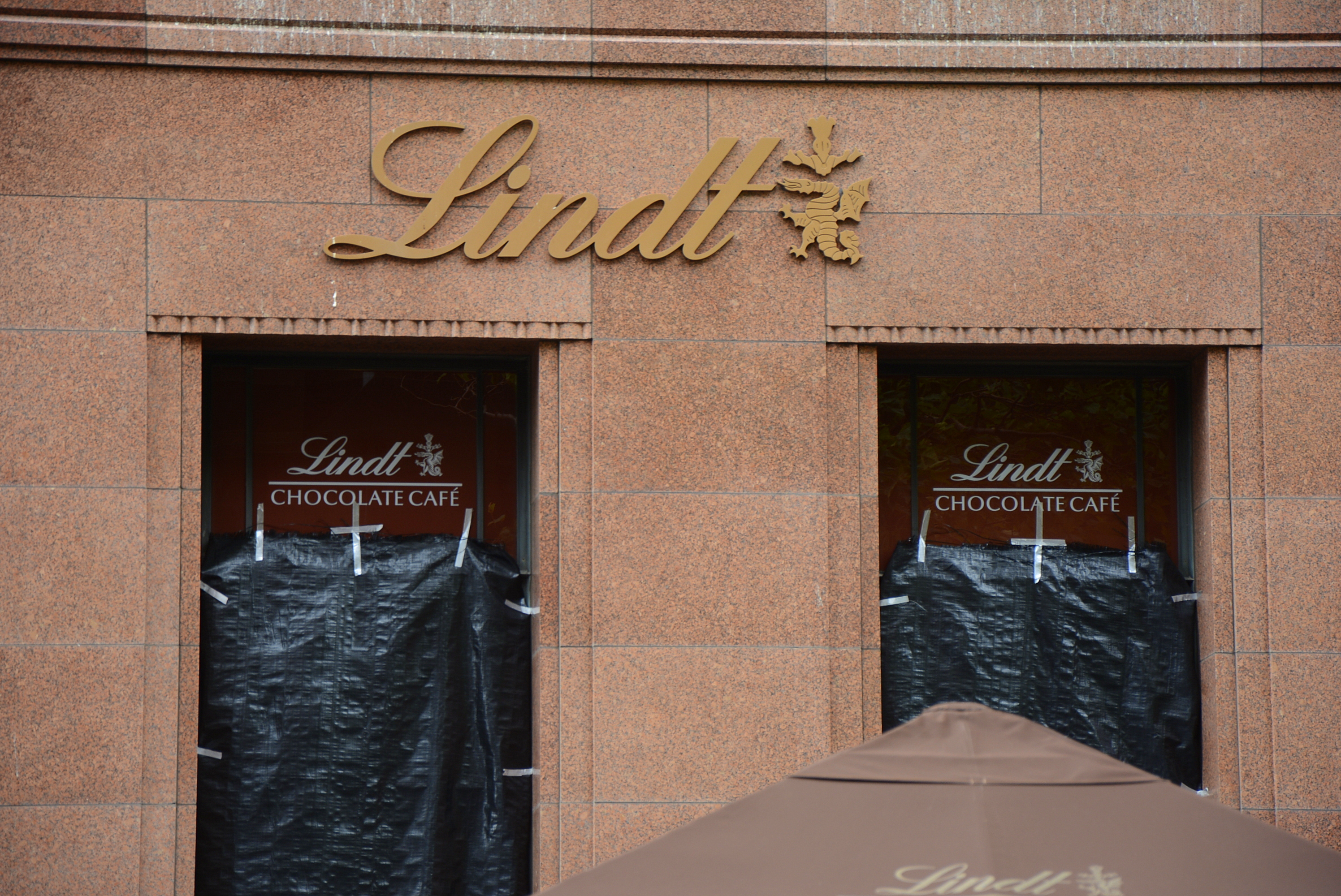
La cafetería dos días después de la toma de rehenes.

El atacante fue identificado como Man Haron Monis, un clérigo musulmán radical nacido en Irán en 1964 y emigrado a Australia en 1996. Se autoproclamó jeque a pesar de que no se lo reconocía como tal en la comunidad islámica. El hombre tenía historial de denuncias, incidentes y ataques sexuales. En octubre de 2014, Haron fue acusado de 40 delitos sexuales cometidos durante su trabajo como "sanador espiritual". Haron se encontraba en libertad condicional en el momento del ataque a la cafetería.
Haron también participó en varias protestas contra la presencia de topas australianas en Afganistán y había cumplido 300 horas de servicio comunitario. Fue también acusado y arrestado por utilizar el servicio postal para emitir amenazas, ofensas y acosos a familiares de soldados muertos en la guerra de Afganistán. En noviembre de 2013 fue acusado de participar en el asesinato de su exesposa.

## Reacciones

### En Australia

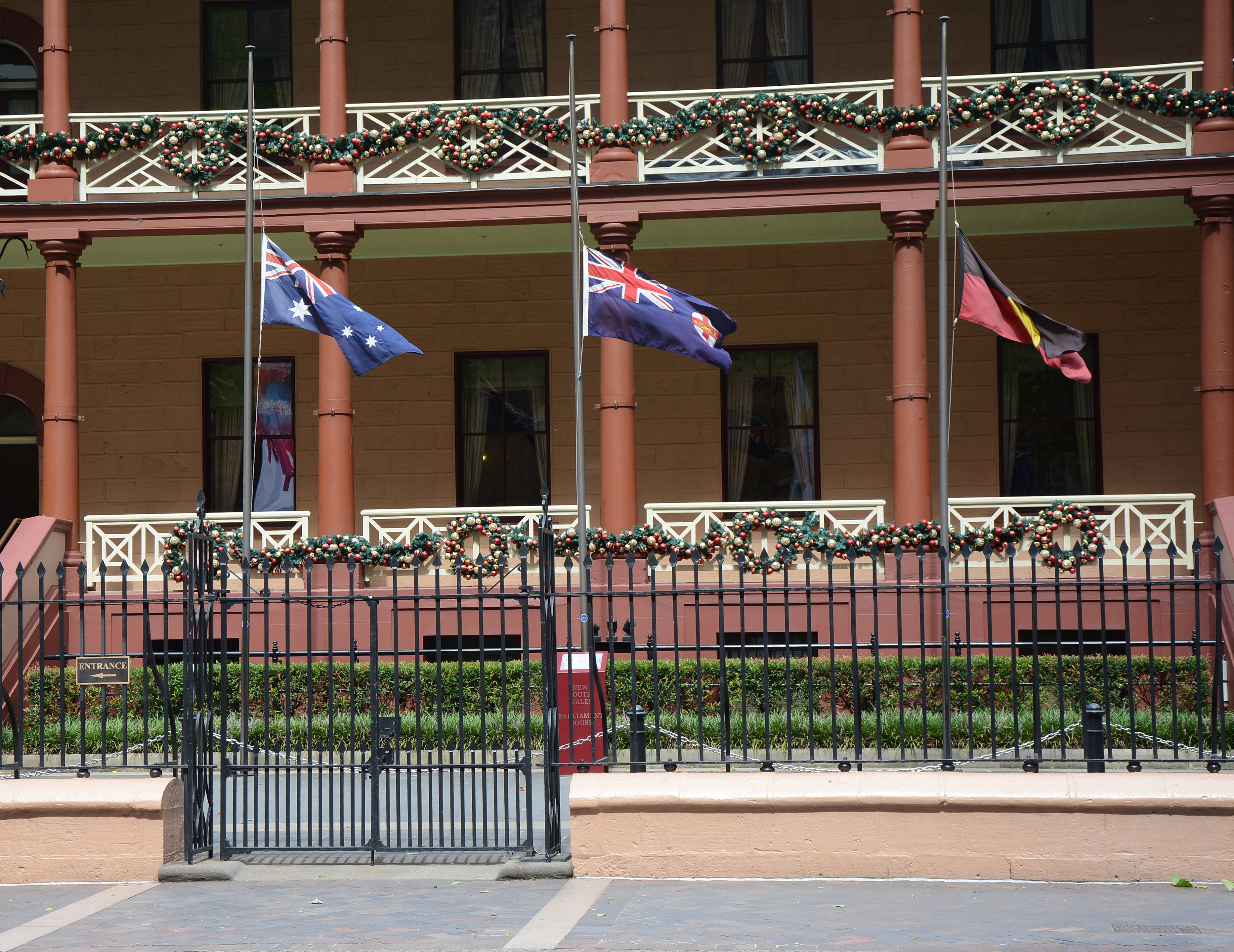
Banderas a media asta en el Parlamento de Nueva Gales del Sur, el 16 de diciembre.

El primer ministro australiano, Tony Abbott, convocó al Comité de Seguridad Nacional de Gabinete para dar información sobre la situación. Abbott hizo una declaración pública a los ciudadanos australianos tranquilizándoles, afirmando que «los australianos deben estar seguros de que nuestras agencias policiales y de seguridad están bien entrenadas y equipadas y están respondiendo de una manera minuciosa y profesional». Debido a la situación de los rehenes, la liberación de la Perspectiva Económica y Fiscal de Medio Año se ha pospuesto, pero todavía será publicada el 15 de diciembre como estaba prevista. El Premier de Nueva Gales del Sur, Mike Baird, se dirigió a los medios de comunicación, afirmando que la policía y el pueblo está siendo sometido «a prueba».
Sanier Dandan, el presidente de la Asociación Musulmana libanesa, una prominente organización islámica de Australia, informó a ABC News que los líderes musulmanes australianos fueron convocados para discutir sobre cómo la comunidad musulmana podría ayudar con la crisis. El gran mufti de Australia, Ibrahim Abu Mohamed, condenó la toma de rehenes. Durante la tarde del 15 de diciembre, alrededor de 50 grupos musulmanes emitieron una declaración conjunta donde condenaron el incidente. Debido a posibles incidentes por islamofobia, a través de las redes sociales se creó un movimiento para ayudar a la colectividad musulmana del país, principalmente al utilizar el transporte público.
El alcalde de Sídney, Clover Moore, en la mañana del 16 de diciembre instó a los australianos a ver esto como un «evento aislado», afirmando que «somos una comunidad multicultural incluyente y tenemos que lidiar con esto juntos». El Gobernador general de Australia, Sir Peter Cosgrove, emitió un comunicado simpatizando con las familias de los rehenes, elogiando la labor de los policías involucrados, e instando a los australianos a «unirse en nuestra determinación de proteger lo que más valoramos: nuestra forma de vida, nuestra  atención y el respeto por el otro».

### Internacionales
El presidente estadounidense, Barack Obama, también fue informado sobre los hechos, como así también el primer ministro del Reino Unido, David Cameron. El primer ministro canadiense, Stephen Harper, y otros funcionarios del gobierno canadiense, también fueron notificados. Harper envió un mensaje a través de Twitter, diciendo que «los pensamientos y oraciones de Canadá están con nuestros amigos australianos». Un portavoz del ministerio canadiense de Asuntos Exteriores, John Baird, también informó que Canadá ofreció su ayuda a Australia y pidió a los canadienses residentes en Sídney «precaución adicional» y que «limitasen sus movimientos».
La embajada de Israel en Australia declaró su apoyo al gobierno australiano y que el gobierno israelí sigue cerca la situación. Un comunicado emitido por la embajada decía: «Nuestros pensamientos y oraciones están con las personas inocentes tomadas como rehenes en Sídney». El portavoz del Ministerio de Relaciones Exteriores de la República Popular de China, Qin Gang, dijo que las autoridades están vigilando de cerca la situación, al estar en contacto cercano con la policía australiana, y comprobar si alguno de los rehenes eran ciudadanos chinos.
El primer ministro de la India, Narendra Modi, el primer ministro de Nueva Zelanda, John Key, y el gobierno británico expresaron sus preocupaciones por la toma de rehenes. La portavoz de la cancillería iraní, Marzieh Afkham, condenó enérgicamente la toma de rehenes calificándola de «inhumana», y afirmando que las autoridades australianas «fueron advertidas» en repetidas ocasiones sobre Haron.

En reiteradas ocasiones habíamos advertido al Gobierno australiano acerca de los antecedentes penales y los problemas mentales del secuestrador, pero hizo caso omiso.
Está bien claro que fue utilizado desde que apareció vestido de un chií y clérigo y actuó en contra de nosotros, y ahora por ser un refugiado, iraní y musulmán, es utilizado para la propaganda negativa en contra de nuestro país, en línea con sus propias agendas.
Ebrahim Rahimpur, viceministro de Exteriores para Asuntos de Asia y el Pacífico de Irán.